# Медеја
У грчкој митологији, Медеја је чаробница, кћерка колхидског краља Ејета и Океаниде Идије.

## Мит
Медеја је дар врачања добила од богиње Хекате. Богиње Хера и Атина су је изабрале да помогне њиховом љубимцу Јасону који је са 50 изабраних јунака запловио у Колхиду по златно руно. То руно је припадало њеном оцу Ејету, који није желео да га се одрекне. Његов план је био да уништи странца, али су лукаве Хера и Атина затражиле од Афродите да распламса љубав у Медејином срцу према Јасону.
Кад је Јасон дошао у Колхиду, он се прво најавио код краља Ејета и замолио га је да му преда златно руно. Ејет је обећао да ће то да уради, али под условом да узоре поља гвозденим плугом са Хефестовим огњеним биковима и посеје зубима светог змаја бога Ареја. Једина особа која је могла да помогне Јасону да тај задатак испуни била је Медеја.
Узевши златно руно, јунаци су се укрцали на брод и са собом повели и Медеју. Ејет је за њима послао потеру, али је ту опет помогла Медеја убивши чак и свог полубрата Апсирта. Медеја и Јасон су се венчали пре повратка у Јолк, на острву Пеуки или на Колкири.
При повратку у Јолк Медеја је одлучила да се освети краљу Пелији, који је и послао Јасона у Колхиду и искористивши његово одсуство поубијао целу његову породицу. Њена освета била је лукава; пред Пелијиним кћерима је раскомадала једног овна, те га оживела сасвим подмлађеног као јагње. Видевши то, а у жељи да подмладе свог оца, кћери су то исто њему урадиле, али Медеја није желела да га оживи. Због овог злочина син краља Акаст је протерао Медеју и Јасона у Коринт.
У Коринту је краљ Креонт Јасону понудио руку своје кћери, што је Јасон и прихватио како би учврстио свој положај. Љубоморна и понижена Медеја је будућој невести поклонила хаљину која је букнула у пламену, уништивши и њу и дворац и њеног оца. Медеја се осветила и свом мужу Јасону тако што је убила синове које му је родила, Тетала и Алкимена. Онда је Хелијевим кочијама, које су вукли њени змајеви, пребегла у Атину, где су је срдачно дочекали јер је обећала да ће својим чаролијама омогућити краљу Егеју да добије наследника. Сама му је родила сина Меда, али ју је и Егеј протерао када је покушала да отрује Тезеја. Са својим сином је отишла у Азију, али се касније вратила у Колхиду где је убила свог стрица Перса који је био преотео власт Ејету.

## Медеја у уметности
Медејина живописна судбина била је честа тема у античкој уметности. Еурипидова трагедија Медеја из 431. године п. н. е. је била узор и каснијим трагичарима и песницима као што су Еније, Пакувије, Овидије и Сенека.
На црнофигуралним и црвенофигуралним вазама приказивана је као чаробница, а од средине 5. века п. н. е. и као љубоморна супруга која намерава да убије сопствену децу.

## Писани извори
- Ovid[3]

Heroides XII
Metamorphoses VII, 1-450
Tristia iii.9
- Euripides, Medea
- Neophron, Medea (fragments from the play)
- Hyginus, Fabulae 21-26
- Pindar, Pythian Odes, IV
- Seneca: Medea (tragedy)
- Bibliotheca I, 23-28
- Diodorus Siculus, Bibliotheca Historica
- Apollonius Rhodius, Argonautica
- Gaius Valerius Flaccus Argonautica (epic)
- Herodotus, Histories I.2 and VII.62i
- Hesiod, Theogony 1000-2
- Plautus, Pseudolus 869-871

## Музика
- Francesco Cavalli (1649). Giasone. opera.
- Jean-Baptiste Lully (1674). Thésée. opera.
- Louis-Nicholas Clerambault composed a cantata for soprano, violin and continuo, called Médée, and was first published in 1710.
- Antonio Caldara Medea in Corinto (cantata for alto, 2 violins and basso continuo, 1711)
- Marc-Antoine Charpentier (1693). Médée. tragédie en musique.
- In George Frideric Handel's opera Teseo [Theseus], 1713, the central character is Medea.
- Georg Anton Benda composed the melodrama Medea in 1775 on a text by Friedrich Wilhelm Gotter.
- Luigi Cherubini composed the opera Médée in 1797 and it is Cherubini's best-known work, but better known by its Italian version, Medea.
- Simon Mayr composed his opera Medea in Corinto to a libretto of Giuseppe Felice Romani. It premiered in Naples in 1813.
- Saverio Mercadante composed his opera Medea in 1851 to a libretto by Salvadore Cammarano.
- Darius Milhaud composed the opera Médée in 1939 to a text by Madeleine Milhaud (his wife and cousin).
- American composer Samuel Barber wrote his Medea ballet (later renamed The Cave of the Heart) in 1947 for Martha Graham and derived from that Medea's Meditation & Dance of Vengeance Op. 23a in 1955.  The musical Blast! uses an arrangement of Barber's Medea as their end to Act I.
- Ray E. Luke's Medea won the 1979 Rockefeller Foundation/New England Conservatory Competition for Best New American Opera.
- Jacob Druckman's 1980 orchestral work, Prism, is based on three different renderings of the Medea myth by Charpentier, Cavalli, and Cherubini.
- Star of Indiana—the drum and bugle corps that Blast! formed out of—used Parados, Kantikos Agonias, and Dance of Vengeance in their 1993 production (with Bartók's Allegro from Music for Strings, Percussion and Celeste), between Kantikos and Vengeance.
- In 1993 Chamber Made produced an opera Medea composed by Gordon Kerry, with text by Justin Macdonnell after Seneca.
- Aribert Reimann's composed an opera Medea, which premiered in 2011 at the Vienna State Opera directed by Marco Arturo Marelli with Marlis Petersen in the title role.
- Michael John LaChiusa scored Marie Christine, a Broadway musical with heavy opera influence based on the story of Medea.
- In 1991, the world premiere was held in the Teatro Arriaga, Bilbao of the opera Medea by Mikis Theodorakis.
- Oscar Strasnoy's opera Midea (2), based on Irina Possamai's libretto, premiered in 2000 at Teatro Caio Melisso, Spoleto, Italy. Orpheus Opera Award.
- Rockettothesky medea 2008
- instrumental chamber music piece Medea by Dietmar Bonnen 2008
- Dutch progressive rock band Kayak, with the song "Medea", on their 2008 release Coming Up For Air
- Dutch one-man project Spinvis, with the song "Medea", in his album Goochelaars & Geesten in 2007
- Vienna Teng, with the song "My Medea" on her 2004 album Warm Strangers.
- The Finnish melodic death metal band Insomnium has a song about her called "Medeia" on their album In the Halls of Awaiting, which was released in 2002.
- Greek epic metal band Battleroar has a song named "The Curse of Medea" in their 2014 album Blood of Legends.
- Mauro Lanza composed the music to Le Songe De Médée, a ballet choreographed by Angelin Prelijocaj for the Ballet de l'Opéra national de Paris and featured in the film La Danse.
- Alina Novikova (composer) and Daria Zholnerova, produced an opera Medea, based on Innokentiy Annenskiy, Evripid's translation.
- The southern metal band The Showdown has a song called "Medea - One Foot In Hell" on their album Back Breaker, which was released in 2008.
- English National Opera produced a UK premier staging of Charpentier's opera Médée in 2013. Director, David McVicar, Médée, Sarah Connolly
- In 2014, Dutch symphonic/progressive metal band Ex Libris released their second album Medea.
- Eleni Karaindrou's album Medea (2014, ECM), composition for lavta, ney, clarinets, violoncello, santouri, bendir, and choir
- The Hanslick Rebellion : song Medea my Mistress, from the album the rebellion is here (2005).

## Кинематографија и телевизија
- In the 1963 film Jason and the Argonauts, Medea was portrayed by Nancy Kovack.
- In 1969, the Italian director Pier Paolo Pasolini directed a film adaptation of Medea featuring the opera singer Maria Callas in the title role.
- In 1978, the film A Dream of Passion in which Melina Mercouri as an actress portraying Medea seeks out Ellen Burstyn, a mother who recently murdered her children.
- In 1988, director Lars von Trier filmed his Medea for Danish television, using a pre-existing script by filmmaker Carl Theodor Dreyer.
- In the 1992 film Highway to Hell, Medea was portrayed by Anne Meara.
- In the 2000 Hallmark presentation Jason and the Argonauts, Medea was portrayed by Jolene Blalock.
- In the 2002 biopic of Mexican artist Frida Kahlo, Diego Rivera's previous wife Lupe Marín (played by Valeria Golino) and Frida Kahlo (played by Salma Hayek) talk of Lupe's response to Diego's infidelity.
- In the 2005 film L'enfer (Hell) a student Anne (Marie Gillain) takes a formal oral exam on the subject of Medea. Her words are spoken over images of her sister Sophie (Emmanuelle Béart) playing with her two children implying an analogy.[2]
- In the 2004 visual novel as well as the anime adaptations of Fate/stay night, Medea appears as a relatively major character under the title of Caster.
- In 2005, director Theo van Gogh created 6-part miniseries, moving Medea to Dutch politics.
- In 2007, director Tonino De Bernardi filmed a modern version of the myth, set in Paris and starring Isabelle Huppert as Medea, called Médée Miracle.
- In 2009, Medea was shot by director Natalia Kuznetsova.
- In the 2013 television series Atlantis, Medea is portrayed by Scottish actress Amy Manson.
- In the 2015 television series Olympus, Medea is portrayed by actress Sonita Henry.
- In 2016, Olivia Sutherland plays Medea in the MacMillan Films staging of Euripides classic.